# Mistaya Mountain
Mistaya Mountain är ett berg i Kanada.   Det ligger i provinsen Alberta, i den centrala delen av landet, 3 000 km väster om huvudstaden Ottawa. Toppen på Mistaya Mountain är 3 096 meter över havet.
Terrängen runt Mistaya Mountain är bergig norrut, men söderut är den kuperad.Trakten runt Mistaya Mountain är nära nog obefolkad, med mindre än två invånare per kvadratkilometer.. Det finns inga samhällen i närheten. 
Trakten runt Mistaya Mountain är permanent täckt av is och snö.